# Вало, Даниэль
Даниэль Вало (словац. Daniel Valo; род. 7 мая 1979, Топольчани) — словацкий гандболист, выступавший за немецкие клубы «Мельзунген» и «Ветцлар» и за сборную Словакии. Ныне возглавляет клуб СКП и помогает Петеру Кукучке в сборной Словакии.

## Карьера

### Клубная
Воспитанник клуба «Пьештяни», Даниэль Вало начинал свою профессиональную карьеру в ШКП из Братиславы. Проведя в ШКП два сезона, Даниэль Вало перешёл в чешский СКП Фридек-Мистек, с которым стал победителем чемпионата Чехии. В 2003 году Даниэль перешёл в швейцарский клуб Берн Мури. Проведя в «Берн Мури» 2 сезона, в 2005 году перешёл в немецкий «Мельзунген». В 2009 году перешёл в «Ветцлар», где выступал до 2014 года, после чего завершил карьеру.
После этого он работал с молодёжными командами во Фридеке-Мистеке, ассистентом главного тренера сборной Словакии Петера Кукучки с 2019 года, а в апреле 2020 года возглавил СКП.

### Международная
Провёл за сборную Словакии 135 матчей, забил 520 голов. Участник чемпионатов Европы 2006, 2008 и 2012 годов (групповой этап), участник чемпионатов мира 2009 и 2011 годов.

## Награды
- Гандболист года в Словакии: 2001, 2002, 2003, 2007
- Бронзовый призёр чемпионата Словакии: 1998
- Серебряный призёр чемпионата Словакии: 1999
- Победитель чемпионата Чехии: 2003
- Серебряный призёр чемпионата Чехии: 2001, 2002